# Mariana Torres (atriz)
Mariana Torres (Loén, 5 de dezembro de 1987) é uma atriz mexicana.

## Biografia
Mariana estreou como atriz em 2001 na novela Como en el cine. 
Posteriormente participou de outras novelas como Por ti e Dos chicos de cuidado en la ciudad. 
Em 2004 foi protagonista da novela Belinda, ao lado de Leonardo García.
Em 2009, voltou ao México para protagonizar a novela Vuélveme a querer junto com o ator Jorge Alberi.
Em 2012 entrou no reality show La Isla como uma das competidoras, terminando na 5ª colocação. Em 2016, regressou ao reality show, terminando na 4ª colocação.
Em 2017, interpretou Lupita D'Alessio em sua fase jovem, na série biográfica da Televisa, Hoy voy a cambiar.
Em 2019 protagonizou a novela Ringo, junto com José Ron.
Em 2021 foi uma das protagonistas da novela Fuego ardiente.

## Carreira

### Telenovelas
- Fuego ardiente (2021) - Alexa Gamba
- Ringo (2019) - Julia Garay de Jáuregui
- Así en el barrio como en el cielo (2015) - Jacinta Beatriz "Jackie" López López
- Huérfanas (2011-2012) - María del Pilar "Maripili" Sáenz
- Sacrificio de mujer (2011) - Milagros Expósito / Dolores Vilarte
- Vuélveme a querer (2009) - Mariana Montesinos
- Pecados ajenos (2007-2008) - Denisse Torres
- Acorralada (2007) - Gabriela "Gaby" Soriano/ Gabriela "Gaby" Garcés Ledesma
- Olvidarte jamás (2006) - Carolina Salinas / Carolina Montero
- Belinda (2004) - Belinda Arismendi
- Dos chicos de cuidado en la ciudad (2003-2004) - Patricia "Paty" Rodríguez
- Por ti (2002) - Marisol
- Como en el cine (2001-2002) - Gloria

### Séries
- Hoy voy a cambiar (2017) - Lupita D'Alessio (jovem)

### Programas
- Código tren (2016) - Apresentadora
- La Isla, el reality (Temporada 5, La Revancha) (2016) - Concursante (4° Lugar)
- Sí Se Puede (2015) - Concursante (6° Lugar)
- El Recreo (2014) - Presentadora
- La Hora de los Kids (2014) - Presentadora
- La Academia Kids  (2013-2014) - Co-Presentadora
- La Isla, el reality (Temporada 1) (2012) - Concursante (5° Lugar)
- Disney Club (2000) - Condutora

### Cinema
- Las Vecinas (2015)

### Teatro
- La Sirenita